# Micrargus cavernicola
Micrargus cavernicola là một loài nhện trong họ Linyphiidae.
Loài này thuộc chi Micrargus. Micrargus cavernicola được Jörg Wunderlich miêu tả năm 1995.